# Zorić
Zorić je priimek več oseb:
- Jelena Zorić, ekonomistka
- Milan Zorić, general
- Nikola Zorić, glasbenik